# Ammonits
|  | «Ammonites» redirigeix aquí. Vegeu-ne altres significats a «Ammonites (descendents d'Ammon)». |

Els ammonoïdeus (Ammonoidea) són una subclasse extinta de mol·luscs cefalòpodes coneguts popularment com a ammonits. Són fòssils index excel·lents, i sovint és possible relacionar la capa de roca en què se'ls troba amb un període geològic determinat. El parent vivent més proper als ammonits probablement no és el Nautilus (al qual s'assemblen físicament), sinó la subclasse Coleoidea (que conté pops, calamars i sèpies).
Les seves closques fòssils solen tenir forma d'espirals aplanades, malgrat que també n'hi ha amb forma d'hèlix o formes no espiralitzades (conegudes com a «heteromorfes»). La seva forma d'espiral els donà nom, ja que les seves restes fossilitzades tenen una certa semblança amb les banyes d'un cabró. Plini el Vell els va anomenar Ammonis cornua («banyes d'Ammon») perquè el déu egipci Ammon (Amun) solia ser representat portant banyes de boc. Per això, els noms de les espècies d'ammonit solen acabar en ceras, que vol dir ‘banya’ en grec (κέρας). Un exemple és el Pleuroceras.

## Classificació

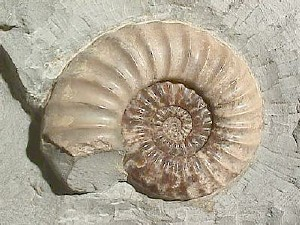
Asteroceras, un ammonit fòssil del Juràssic d'Anglaterra.

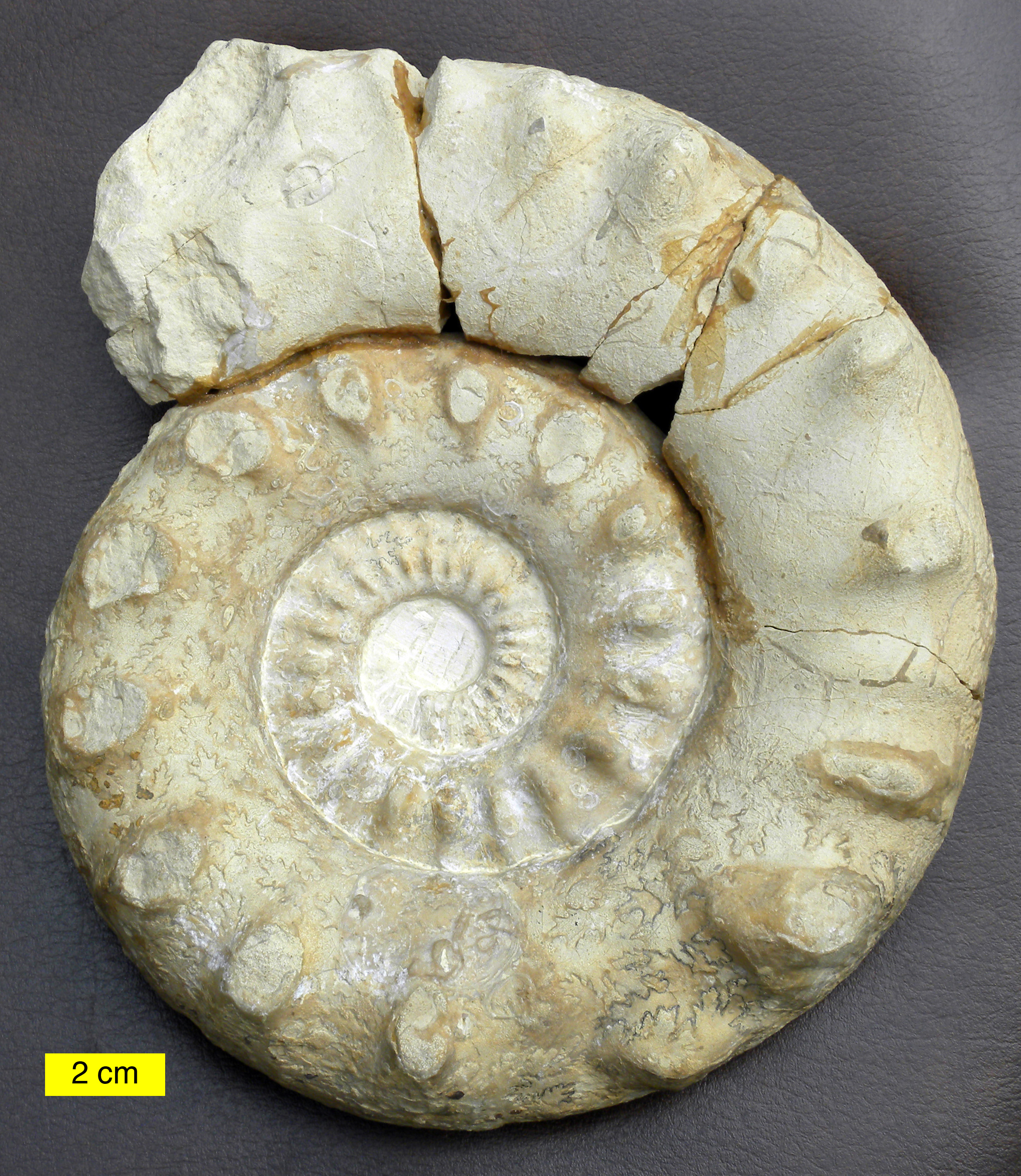
Espècie d'ammonit del Juràssic

Originant-se dels nautiloïdeus bactritides, els ammonits aparegueren per primer cop vers el Silurià tardà i el Devonià inferior (fa uns 400 milions d'anys), i s'extingiren en acabar el període Cretaci (fa 65 milions d'anys) juntament amb els dinosaures i moltes altres espècies marines. La classificació dels ammonits es basa en l'ornamentació i estructura de les cambres de gas de les seves closques; per mitjà d'aquestes i altres característiques, hom pot dividir la subclasse Ammonoidea en tres ordres i vuit subordres coneguts. Mentre que quasi tots els nautiloïdeus mostren sutures amb corbes suaus, la línia de sutura dels ammonits (la intersecció de les cambres amb la closca exterior) estava plegada, formant plecs i lòbuls.
S'han trobat tres tipus principals de patrons de sutura en els ammonits. Patrons de sutura:
- Goniatític - nombrosos lòbuls i plecs no dividits; típicament, vuit lòbuls al voltant de la closca. Aquest patró és característic dels ammonits del Paleozoic.
- Ceratític - els lòbuls tenen extrems subdividits, donant-los l'aparença d'una serra, i els plecs són. arrodonits. Aquest patró és típic dels ammonits del Triàsic.
- Ammonític - tant els lòbuls com els plecs solen tenir puntes arrodonides en lloc de serrades. Els ammonits d'aquest tipus són els més importants des d'un punt de vista estratigràfic. Aquest patró és característic dels ammonits del Juràssic i Cretaci.

## Taxonomia
Aquesta llista ordena els diferents ordres i subordres d'ammonits del més primitiu al més recent.
Ordre Goniatitida (Devonià - Permià) - plecs arrodonits, lòbuls serrats
- Subordre Anarcestina (Devonià)
- Subordre Clymeniina (Devonià superior)
- Subordre Goniatitina (Devonià - Permià superior) - inclou els goniatites autèntics

Ordre Ceratitida (Carbonífer - Triàsic) - plecs arrodonits, lòbuls serrats
- Subordre Prolecanitina (Devonià superior - Triàsic superior)
- Subordre Ceratitina (Permià - Triàsic) - inclou els ceratites autèntics

Ordre Ammonitida (Permià - Cretaci) - tenen plecs i lòbuls arrodonits, amb patrons fractals
- Subordre Phylloceratina (Triàsic inferior - Cretaci superior)
- Subordre Ammonitina (Juràssic inferior - Cretaci superior) - inclou els ammonits en sentit estricte
- Subordre Lytoceratina (Juràssic inferior - Cretaci superior)
- Subordre Ancyloceratina (Juràssic inferior - Cretaci superior) - els ammonits hetermorfs

## Ecologia

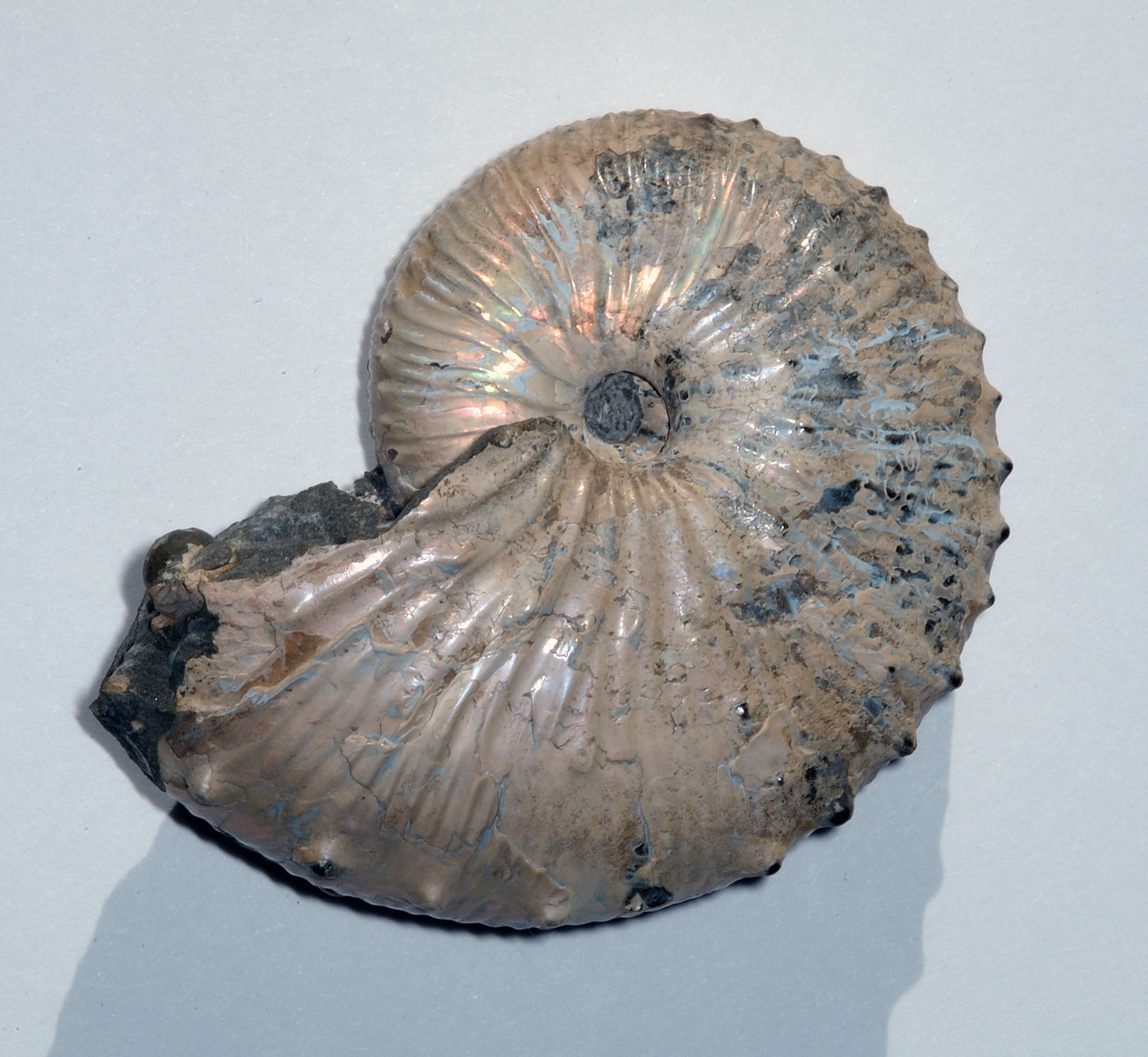
Jeletzkytes, un ammonita del Cretaci dels Estats Units

Com que els ammonits i llurs parent pròxims estan extints, se sap poc sobre la seva forma de vida. Les seves parts toves quasi mai romanen preservades. Nogensmenys, s'ha investigat molt examinant les closques dels ammonits i experimentant amb models dins de tancs d'aigua.
Molts ammonits vivien probablement en aigües obertes dels oceans primitius, i no al fons marí. Això és suggerit pel fet que els seus fòssils se solen trobar en roques dipositades en unes condicions en què no es troba vida bentònica (del fons marí). Molts d'ells (com Oxynoticeras) eren probablement bons nedadors, amb closques aplanades en forma de disc que resultaven molt hidrodinàmiques. Tot i això, alguns ammonits eren nedadors menys eficients i probablement eren formes bentòniques de moviments lents. Els ammonits i animals semblants s'alimentaven probablement de peixos, crustacis i altres petites criatures, mentre que eren les preses de rèptils marins tals com els mosasaures. S'han trobat fòssils d'ammonits amb marques de mossegades, el resultat d'atacs dels predadors.

## Anatomia i diversitat de les closques

### Anatomia bàsica de les closques
La part de la closca dels ammonits que conté la cambra de gas s'anomena fragmocon. Aquest conté una sèrie de cambres progressivament més grans, anomenades camerae, separades per fines parets que reben el nom de septes. Només la cambra més gran, la cambra corporal, era ocupada per l'animal en si. A mesura que creixia, s'afegien cambres noves i més grans a l'extrem obert de l'espiral.
Un tub anomenat sifuncle passava a través de les septes, estenent-se des del cos de l'ammonita fins dins les cambres buides de la closca. Per mitjà d'un procés de transport actiu hiperosmòtic, l'ammonita podia buidar-les d'aigua. Això li permetia controlar la flotabilitat de la closca i, per tant, pujar o baixar en l'oceà.
Una de les principals diferències entre els ammonits i els nautiloides és que el sifuncle dels ammonits (excepte els Clymeniina) passa per la perifèria ventral de les septes i les cambres, mentre que en els nautiloides transcorre més o menys pel centre de les cambres i les septes.

### Dimorfisme sexual
Un dels trets de les closques dels Nautilus moderns és la variació en la forma i les dimensions de la closca segons el sexe de l'animal, de manera que la del mascle és lleugerament més petita i ample que la de la femella.